# 1037 Davidweilla
1037 Davidweilla је астероид главног астероидног појаса чија средња удаљеност од Сунца износи 2,255 астрономских јединица (АЈ).
Апсолутна магнитуда астероида је 13,6 а геометријски албедо 0,292.